# Dimmen Lodder
Dimmen Lodder (Goes, 24 augustus 1921 – 's-Gravendeel, 18 oktober 2008) was een Nederlands politicus van de CHU en later het CDA.
Hij werd geboren als zoon van Johannis Lodder (1893-1961) en Maatje Breen (1885-1974). Aan het begin van zijn ambtelijke loopbaan was D. Lodder werkzaam bij enkele gemeentesecretarieën in Noord- en Zuid-Beveland. In september 1940 begon hij als volontair bij de gemeente 's-Heer Abtskerke, ruim een half jaar later ging hij werken bij de gemeente Kloetinge, vanaf midden 1943 in Kortgene en weer twee jaar later in Goes. Begin 1947 werd hij benoemd bij de gemeente Meppel waar hij het bracht tot commies A. In juni 1956 keerde Lodder terug naar Zuid-Beveland toen hij de burgemeester werd van de gemeenten Ellewoutsdijk en Driewegen. In 1966 werd hij daarnaast de burgemeester van Borssele. Bij de Zeeuwse gemeentelijke herindeling van 1970 werden die gemeenten met meerdere andere gemeenten gefuseerd tot de nieuwe gemeente Borsele waarmee zijn functie kwam te vervallen. Na anderhalf jaar ambteloos burger te zijn geweest werd Lodder in augustus 1971 de burgemeester van 's-Gravendeel wat hij tot zijn pensionering in september 1986 zou blijven. Eind 2008 overleed hij op 87-jarige leeftijd.